# لانكوم
لانكوم (
تنطق بالفرنسية: [lɑ̃kom]
) هي دار مستحضرات تجميل وعطور فاخرة فرنسية، تنتشر منتجاتها دوليًا. لانكوم هي جزء من قسم لوريال المنتجات الفاخرة، وهي الشركة الأم التي تقدم منتجات فاخرة للعناية بالبشرة والعطور والمكياج بأسعار مرتفعة.

## التاريـخ

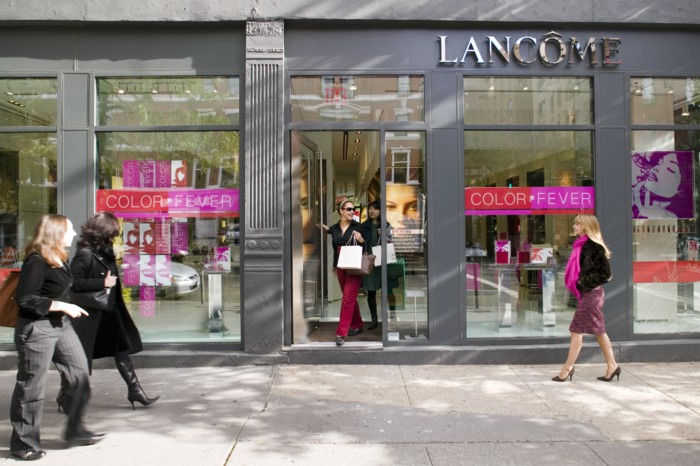
متجر لانكوم في مدينة نيويورك

تأسست في عام 1935 من قبل غيوم دورنانو وشريكه التجاري أرماند بيتيجين في فرنسا، حيث كانت في الأصل دارًا للعطور. اسم «لانكوم» مستوحى من غابة لانكوسمي التي تقع في وادي إندري في قلب فرنسا في منطقة لا برين - تم اختيار الاسم بواسطة إليزابيث دورنانو، زوجة غيو دورنانو. تم استلهام رمز الشركة للوردة الذهبية الفردية بسبب الورود المنتشرة في المنطقة.
أطلقت لانكوم أول خمسة عطور لها في عام 1935 في المعرض العالمي في بروكسل: توندر نوي وبوكاج وكونكيت وكيبر وتروبيك. دخل بيتيجن في سوق المنتجات الفاخرة للعناية بالبشرة، في عام 1936، حيث أطلق نوتريكس، أول «كريم إصلاح لجميع الأغراض»، تلاه مستحضرات التجميل ومستحضرات العناية بالبشرة. استحوذت لوريال على لانكوم في عام 1964، وسرعان ما أصبحت جزءًا من قسم المنتجات الفاخرة.

## المنتجات

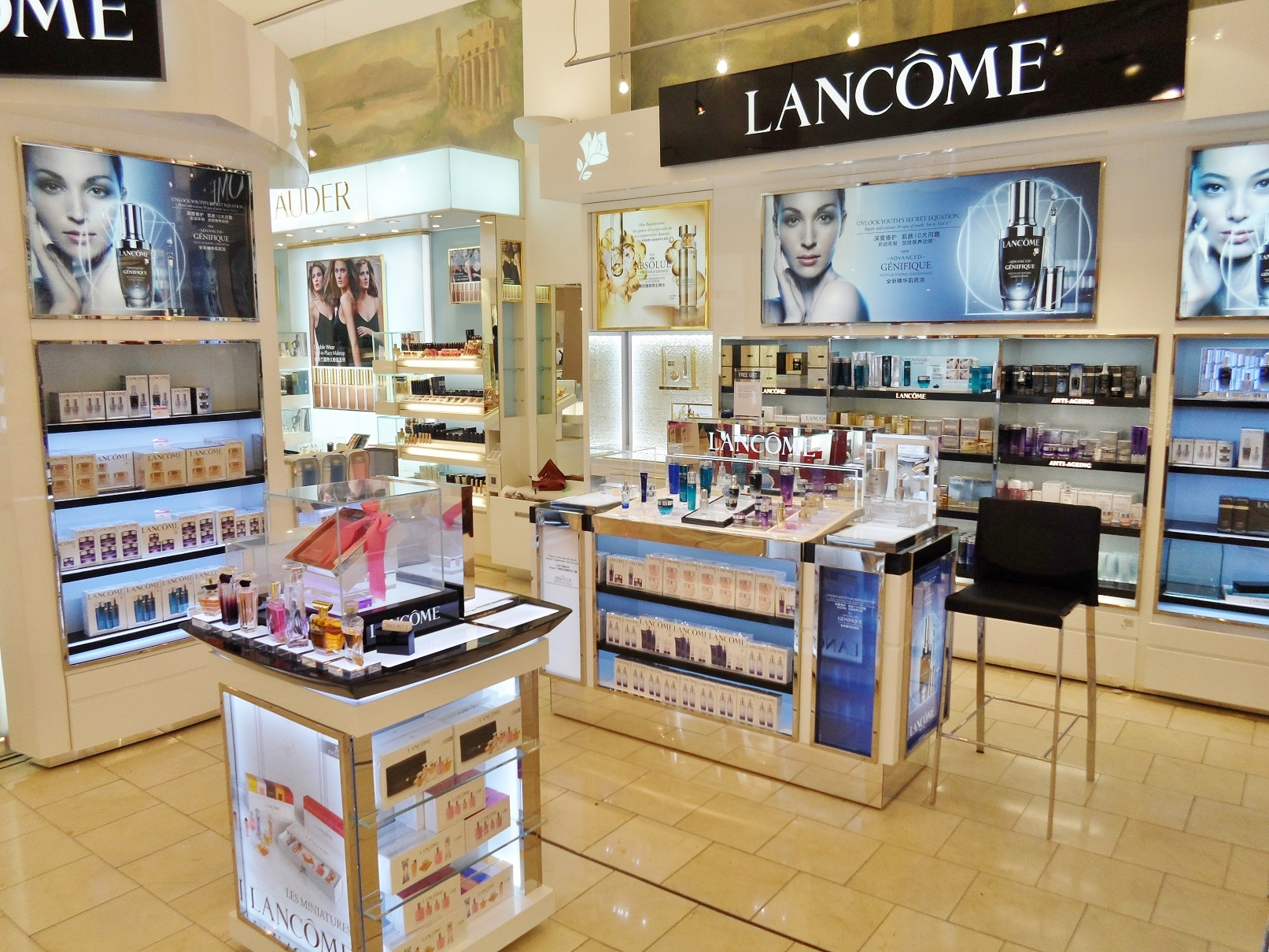
منصة لانكوم في جمرك دي اف اس جاليريا في أوكلاند، نيوزيلندا.

توفر الشركة العطور ومنتجات العناية بالبشرة والمكياج. وتشمل أشهر منتجاتهم الماسكارا، وهي «هيبنوزي Hypnôse»، ومجموعة «فيزيونير Visionnaire» التي تحتوي على عنصر حاصل على براءة اختراع، "LR 2412"، والذي يهدف إلى تحسين صفات لون نسيج البشرة، خاصة في تقليل المسام والخطوط الدقيقة وتفاوت لون البشرة.
تُصنع عطور لانكوم بالتعاون مع العطارين: آلان أستوري، أنيك ميناردو، دانييلا روش أندرييه، كريستيان بيشر، جاك كافاليير، كاليس بيكر، بولين زانوني، موريس روسيل تييري واسر، كريستين ناجيل، أرماند بيتيتجين، جيرارد جوبي، أوليفييه كريسب، هاري فريمونت، ألبرتو مورياس، دومينيك روبيون، أوليفييه بولج، فرانسيس كوركدجيان، روبرت جونون، ناتالي لورسون، صوفيا جروجسمان وألينور ماسينيت.
منذ عام 2014، يعد عطر «لا في إي بيلLa Vie Est Belle» هو العطر الأكثر مبيعًا في سوق لانكوم التاريخي بفرنسا.

## الإعلان
على الرغم من تأكيد المؤسس أرماند بيتيجين على أن لانكوم لا تدخل في مجال الإعلان أبدًا، فإن لانكوم، اليوم، هي واحدة من أفضل المعلنين في مجال التجميل الفاخر. يمكن مشاهدة إعلاناتها في العديد من المنشورات في جميع أنحاء العالم، من هاربر بازار إلى فرينش فوغ. تم تصوير إعلانات لانكوم من قبل المصورين البارزين، من ضمنهم بيتر ليندبيرغ وماريو تيستينو وماريو سورينتي ونيك نايت وستيفين مايسل وبريجيت لاكومب وباتريك ديمارشيلر ودوسان ريلجن.
في عام 2012، عرضت لانكوم إعلانًا تلفزيونيًا لأول مرة يظهر فيه أيقونة الرسوم المتحركة في الثلاثينيات بتي بوب، حيث تتحدث عارضة الأزياء الشهيرة داريا فيربوفا مع بتي بصراحة بينما تقدم بتي نصائح لداريا حول كيفية العثور على دور في «أول فيلم كبير لها». تم تحميل هذا الإعلان على يوتيوب بواسطة سيفورا وحقق أكثر من 100000 مشاهدة في 2018.
في عام 2017، دخلت لانكوم في شراكة مع مطور البرامج بيرفيكت كورب، لتقديم تجربة تطبيق جوال جديدة تتيح للعملاء تجربة مستحضرات التجميل وإجراء عمليات شراء مباشرة من خلال التطبيق.

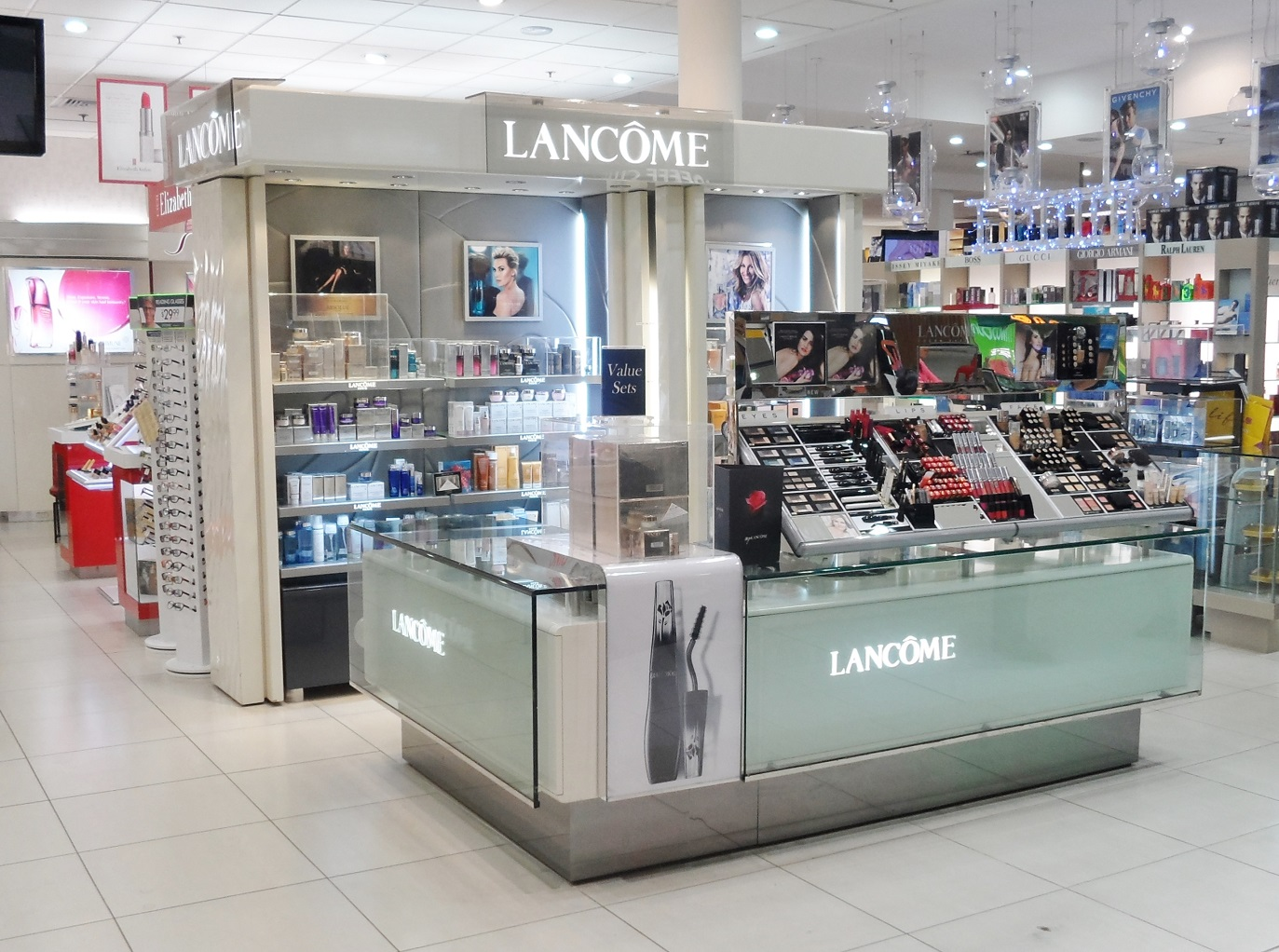
كاونتر في صيدلية لايف في ويستفيلد كوينزجيت في لور هوت، منطقة ويلينجتون، نيوزيلندا

### المتحدثون والناطقون الرسميون
يتم تمثيل العلامة التجارية من قبل الممثلات وعارضات الأزياء العالميات وفناني الماكياج والعطور. تعاون مصممو الأزياء الناشئون مع العلامة التجارية، بما في ذلك تصميم الثنائي بروينزا شولير، الذي ابتكر فستانًا مستوحى من عطر هيبنوزي من لانكوم، وألبير الباز الذي صمم عبوة لثلاث قطع من الماسكارا.[بحاجة لمصدر]
في عام 1978، في سن الثامنة عشرة، أصبحت كارول ألت أصغر عارضة أزياء تمثل لانكوم. مثلت نانسي دوتيل أيضًا لانكوم خلال هذه الفترة. في الآونة الأخيرة، كانت عارضات الأزياء شالوم هارلو وماري جيلان ورايكا أوليفيرا أيضًا عارضين باسم لانكوم.
كانت إحدى أطول شراكات لانكوم مع الممثلة إيسابيلا روسوليني. وقعت روسيليني عام 1982، وكانت الوجه الدولي للانكوم لمدة 14 عامًا. في عام 2016، عادت روسوليني للتعاون مع العلامة التجارية، بعد أكثر من 30 عامًا من أن أصبحت وجهها الأول.
انضمت عارضة الأزياء الأوكرانية الكندية داريا فيربوفا إلى العلامة التجارية في عام 2005، وظهرت في إعلانات لانكوم. العارضة والممثلة الإسبانية إينيس ساستر مثلت لانكوم باعتبارها عارضة أزياء عالمية منذ عام 1996، وظهرت في عشرات إعلانات لانكوم على مر السنين.
في سبتمبر 2008، أصبحت العارضة الدومينيكية أرلينيس سوسا هي المتحدث الرسمي باسم العلامة التجارية.
في عام 2009، أصبحت ابنة إيسابيلا روسوليني، إليترا روسوليني ويدمان، الوجه الجديد للانكوم.
في عام 2010، وقعت ميشيل فان، مؤسسة إيبسي، صفقة مع لانكوم.
عملت ممثلات مشهورات أخريات أيضًا مع العلامة التجارية، بما في ذلك جولييت بينوش، وأوما ثورمان، ودرو باريمور، ومينا سوفاري، ولورا مورانتي، وكيت وينسلت، وآن هاثاوي، وجوليا روبرتس، وبينيلوبي كروز، وإيما واتسون، وحاليا ليلي كولينز، لوبيتا نيونغو، وزيندايا. كان كلايف أوين أول متحدث رسمي باسم مجموعة العناية بالبشرة للرجال من لانكوم وعطر الرجال هيبنوزي.
في الوقت الحاضر، المغنية والممثلة الكورية الجنوبية الشهيرة باي سوزي هي سفيرة العلامة التجارية لآسيا والمحيط الهادئ وأيضًا لانكوم ميوز العالمية.

## التسويق الإلكتروني في لانكوم
يستخدم التسويق الإلكتروني لبناء علاقات مع العملاء والتفاعل معهم في الوقت المحدد. تستهدف لانكوم النساء في الأربعينيات من العمر، وأصبحت النساء الأصغر سنًا سوقها المستهدف الجديد.

### التسويق في وسائل التواصل الإجتماعي
في عام 2014، أطلقت لانكوم حملة تسويقية تجمع بين برنامج ولاء يسمى «مكافآت النخبة من لانكوم» عبر منصات وسائل التواصل الاجتماعي. يمنح هذا البرنامج نقاطًا كمكافأة للأعضاء للمشاركة على وسائل التواصل الاجتماعي. يمكن للأعضاء ربح نقاط من خلال مشاركة المنتجات أو التواصل مع العلامة التجارية على فيسبوك وتويتر وإنستغرام وسيحصلون على خصم مع حصولهم على نقاط كافية. من خلال الجمع بين منح المكافآت ومنصات وسائل التواصل الاجتماعي في هذه الحملة، ستجذب المزيد من المشاركة والدعاية الشفوية التي أدت إلى زيادة فعالية التسويق الإلكتروني في لانكوم.
في عام 2017، شكلت لانكوم شراكة مع إير بي إن بي ووكالة بوبليسيس العالمية الفاخرة 133 إس إتش لإطلاق حملة وسائط اجتماعية جديدة للترويج للجيل المائي الجديد من لانكوم يو في إكسبرت. هدفت حملة وسائل التواصل الاجتماعي هذه إلى الوصول إلى عدد أكبر من المستهلكين الإناث. لقد تعاونوا مع ثلاثة من كبار المدونين. أرسلتهم لانكوم إلى منازل إير بي إن بي في ثلاثة مواقع ذات ظروف شمس قاسية ودعت 133 إس إتش لتصوير مقاطع فيديو للمدونين. أظهر الفيديو فعالية المنتجات من خلال تجربة إحدى المدونات التي استكشفت تأثيرات الظروف القاسية على بشرتها عند تطبيق المنتجات. لنشر الرسالة بطريقة أخرى والتفاعل مع السوق المستهدف من سن 18-25 من المستهلكين الصينيين الشباب، تم إطلاق الحملة عبر وسائل التواصل الاجتماعي ومنصات التجارة الإلكترونية مثل وي شات.

## فناني الماكياج
تعاونت لانكوم مع العديد من فناني الماكياج. أنشأ فريد فاروجيا 13 مجموعة ألوان خلال فترة عمله كمدير فني للمكياج (1997-2004). قدمت مجموعة «بولين» الخاصة به في عام 2000 أول ملمع شفاه في أنبوب: Juicy Tubes.
لدى لانكوم العديد من أفضل فناني الماكياج الذين يمثلونها، آرون دي ماي وساندي ليتنر. ساندي هي خبيرة لانكوم في «الجمال في كل سن»، وآرون هو المدير الفني الوطني للمكياج في لانكوم. لم يعد آرون دي ماي المدير الفني لشركة لانكوم. وقعت لانكوم المملكة المتحدة مؤخرًا مع أليكس بابسكي ليكون سفير المملكة المتحدة للمكياج.
أعلنت لانكوم للمكياج في يناير 2015 أنه تم تعيين فنانة المكياج البريطانية ليزا إلدريدج مديرة إبداعية عالمية لها.

## الجدل

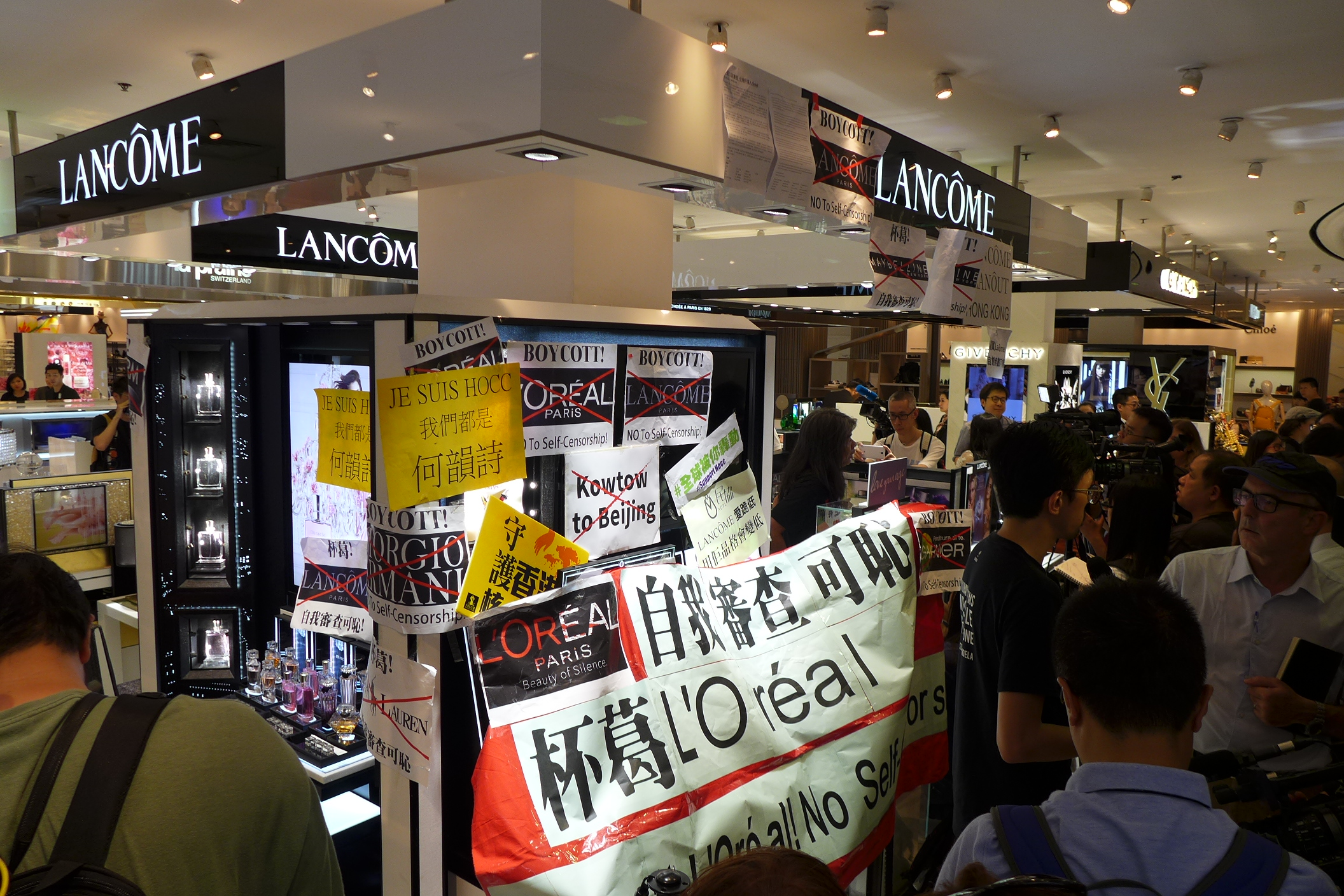
كشك لانكوم في شارع كروفورد بعد الاحتجاج

### هونج كونج
في 5 يونيو 2016، ألغت لانكوم حفلًا ترويجيًا للمغنية المؤيدة للديمقراطية في هونغ كونغ دينيسي هي الذي كان من المقرر عقده في 19 يونيو في شيونغ وان. كان الإلغاء بسبب حملة المقاطعة التي أطلقتها جلوبال تايمز التي يسيطر عليها الحزب الشيوعي، والتي شوهت سمعة نجم كانتوبوب بسبب ما يُفترض أنه دعا إلى استقلال هونغ كونغ والتبت. نشرت لانكوم على فيسبوك أن دينيسي هي ليست متحدثًا باسم العلامة التجارية. أثار الإلغاء ردود فعل شديدة في هونغ كونغ، مما أدى إلى إغلاق بعض متاجر لانكوم في هونغ كونغ خلال الاحتجاجات. رفض بعض تجار هونغ كونغ قبول الضغط السياسي من الحكومة الصينية. احتفظت ليسترين، وهي علامة تجارية أخرى تمثلها دينيسي هي، بالمغنية على الرغم من انتقادات جلوبال تايمز لتوظيفها دينيسي هي متحدثًا باسمها.
انتهى الأمر بدينيسي هي أن تواصل الحفلة بدون دعم لانكوم.

## وصلات خارجية
- Lancôme online Boutique
- نظرة عامة على شركة لانكوم ومنتجاتها